# 飛輪海 (專輯)
《飛輪海》是台灣團體飛輪海推出的首張同名專輯。2006年9月15日在全亞洲發行2006年10月12日推出再版《帥酷神迷影音超值版》。2006年11月27日推出三版《王者魅力終極私藏版》。2007年3月23日推出中國大陸限量版《至尊慶功版》。2007年4月24日推出香港限量版《春日別注限定版》。2007年11月21日推出日本版附贈迷你寫真冊mini photo book。

## 曲目
1. 我有我的Young（偶像劇「花樣少年少女」插曲、3+2餅乾廣告曲）
2. 夏雪（偶像劇「花樣少年少女」插曲、偶像劇「驚異傳奇」插曲、Heme Man simple保養品廣告曲）
3. 只對你有感覺（與Hebe合唱、偶像劇「東方茱麗葉」插曲）
4. 一個人流浪（偶像劇「終極一班」插曲）
5. 找幸福給你（偶像劇「驚異傳奇」插曲）
6. 愛到（偶像劇「花樣少年少女」插曲、偶像劇「驚異傳奇」片頭曲）
7. 出口（偶像劇「驚異傳奇」插曲）
8. 2月30號見（偶像劇「驚異傳奇」插曲）
9. 請在我後悔之前離開我（偶像劇「驚異傳奇」片尾曲）
10. 不死之謎（動漫「Bleach死神」主題曲）
11. 只對你有感覺（健康活力Remix版）
12. 孺子可教（偶像劇「終極一班」插曲）
13. 佔有（偶像劇「東方茱麗葉」插曲）

## 音樂錄影帶
1. 我有我的Young 導演 比爾賈、賴偉康
2. 夏雪 導演 比爾賈
3. 只對你有感覺 導演 黃中平
4. 一個人流浪 導演 黃中平
5. 找幸福給你 導演 比爾賈
6. 愛到 導演 賴偉康
7. 出口 導演 黃中平
8. 2月30號見 導演 黃中平
9. 請在我後悔之前離開我 導演 黃中平
10. 不死之謎 導演 黃中平
11. 只對你有感覺（健康活力Remix版） 導演 黃中平
12. 孺子可教 導演 比爾賈
13. 佔有 導演 比爾賈